# Dunk!pressing

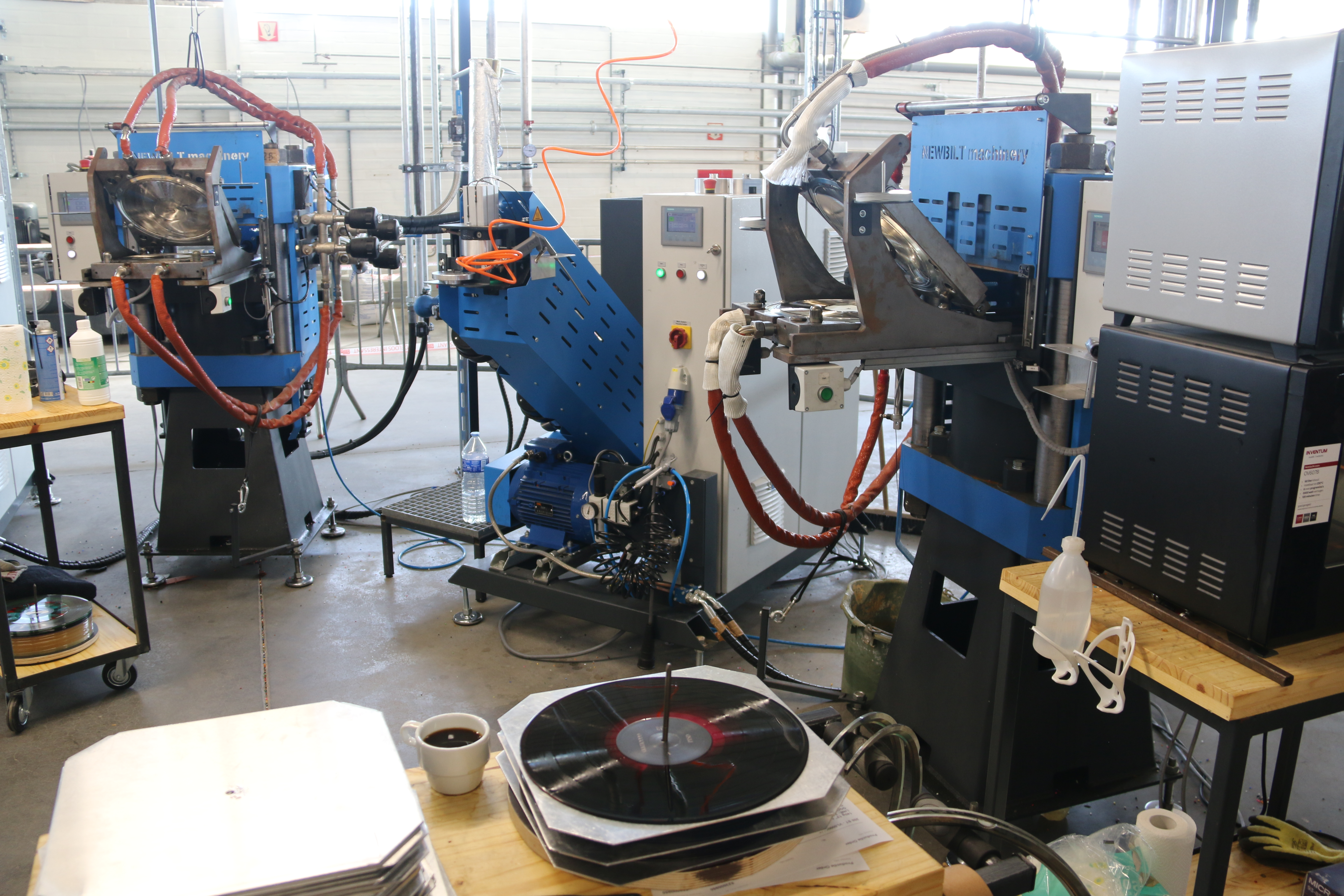
Dunk!pressing

Dunk!pressing is een vinylperserij in het Belgische Zottegem. Het is een van de weinige platenperserijen in België. De vinylperserij ligt aan de Oude Heirbaan 69 in deelgemeente Leeuwergem. Ze werd opgericht in 2018 door Wout Lievens uit de ploeg achter het Dunk!festival en het platenlabel Dunk!records, samen met zijn broer Mart, aanvankelijk met één pers. In 2022 verhuisde de perserij naar een nieuwe locatie met zes persen. Het bedrijf produceert 12″ (LP), 10″ (EP) en 7″ (single). Dunk!pressing produceert onder andere Belgische filmmuziek op plaat voor het label Pool Needle en elpees voor het label PIAS.

## Afbeeldingen

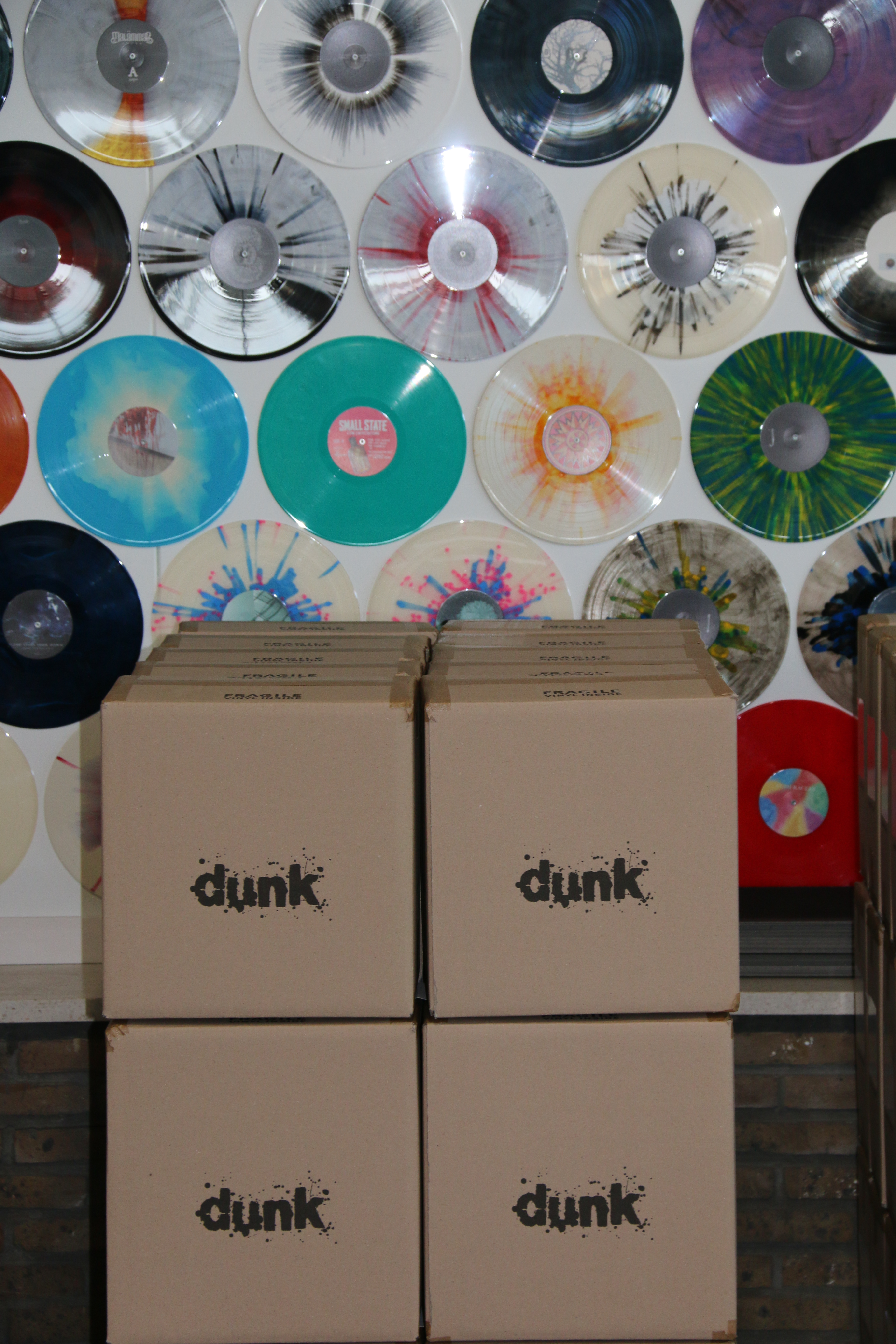
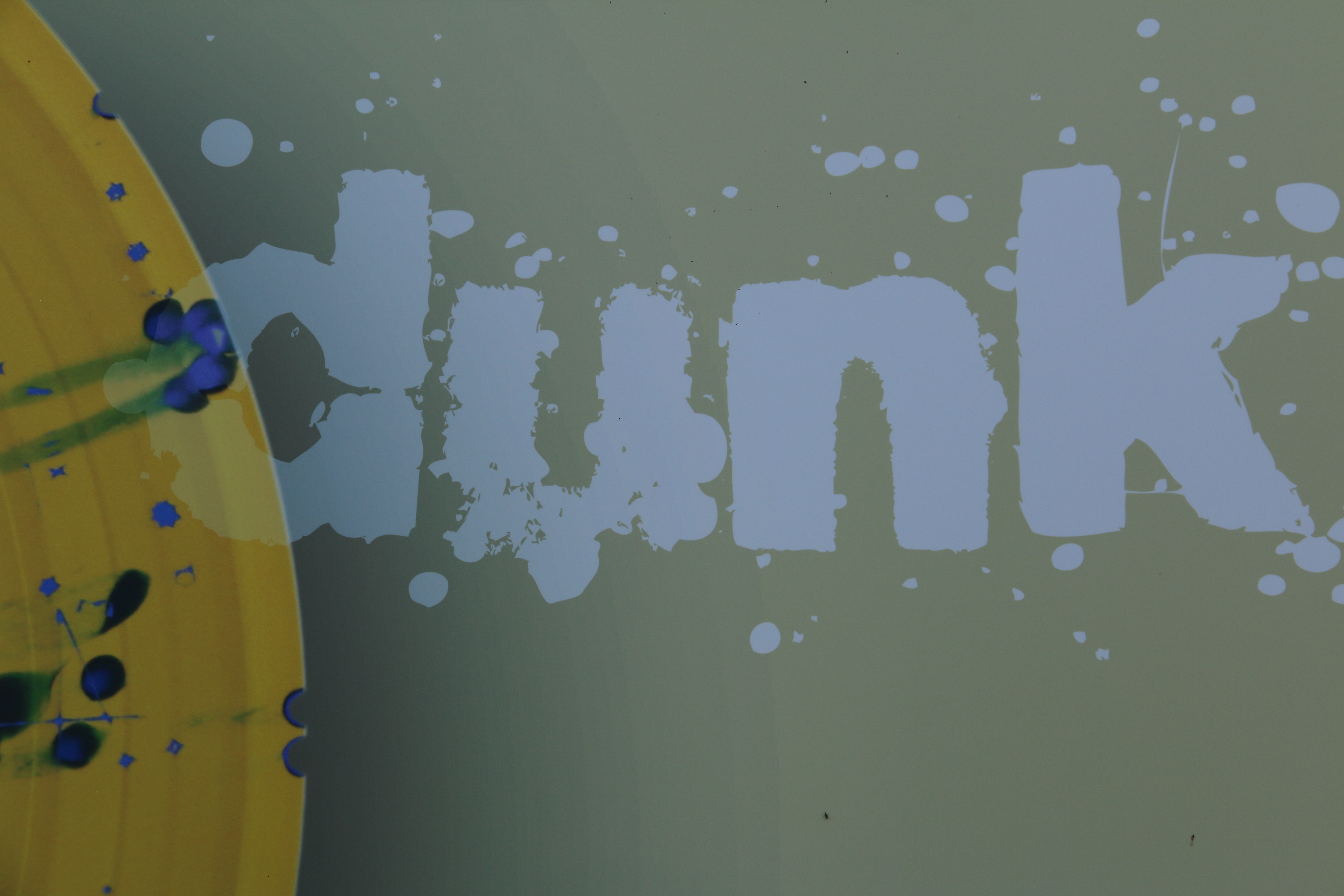
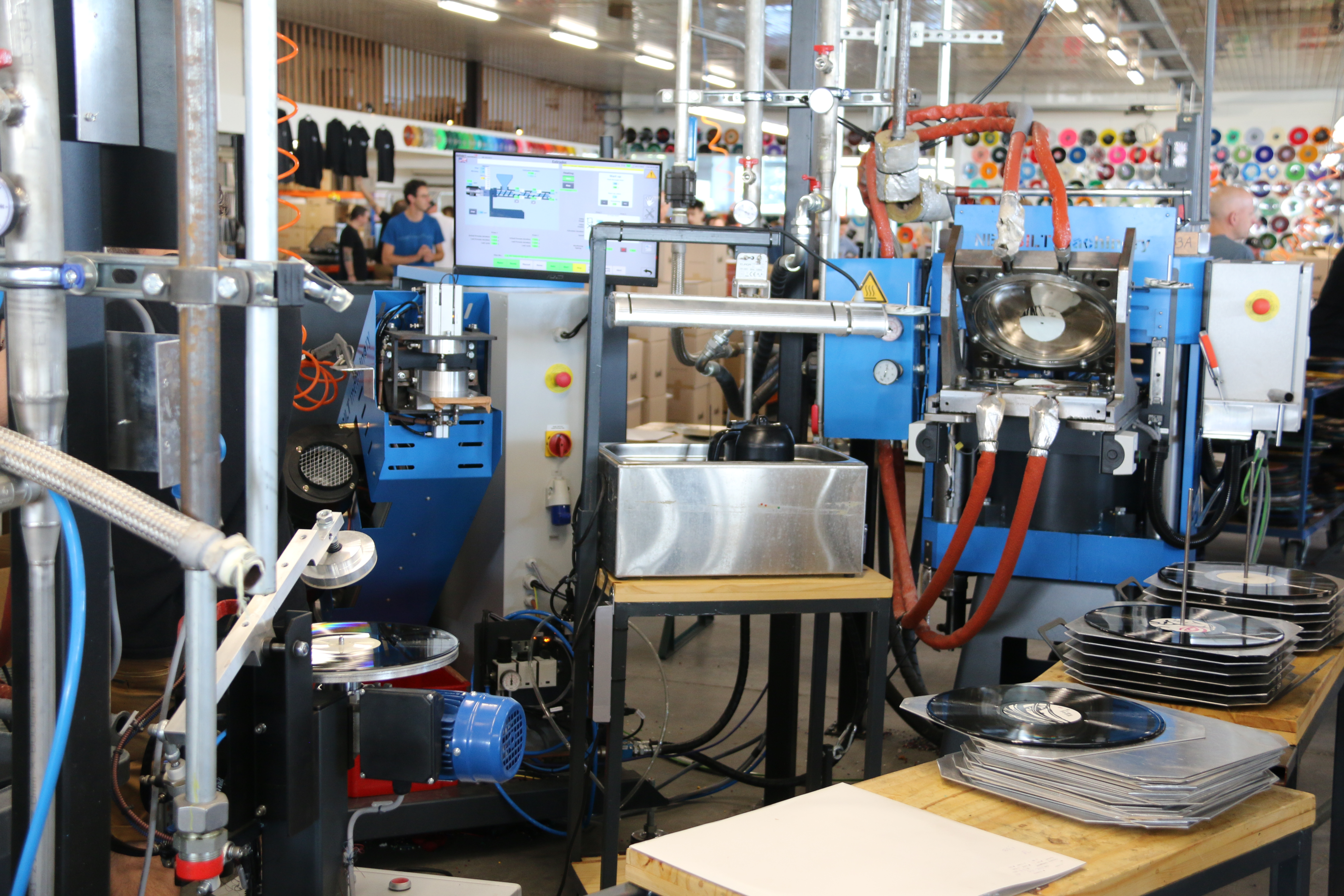